# José Acasuso
José Javier Acasuso (Buenos Aires, 1982. október 20. –) argentin hivatásos teniszező. Karrierje során 3 egyéni és 5 páros ATP tornagyőzelmet aratott. Legjobb eredményeit salakos tornákon érte el. Carlos Moyàhoz hasonlóan balkezesnek született, de jobb kézzel tanult meg játszani.

## Tornagyőzelmei

### Egyéni (3)
| Tornagyőzelmek (Egyéni) |
| Grand Slam (0)          |
| Tennis Masters Cup (0)  |
| ATP Masters Series (0)  |
| ATP Tour (3)            |

| No. | Dátum                | Helyszín             | Borítás | Ellenfél a döntőben | Eredmény a döntőben |
| 1.  | 2002. július 22.     | Sopot, Lengyelország | Salak   | Franco Squillari    | 2–6, 6–1, 6–3       |
| 2.  | 2004. szeptember 13. | Bukarest, Románia    | Salak   | Igor Andrejev       | 6–3, 6–0            |
| 3.  | 2006. január 30.     | Viña del Mar, Chile  | Salak   | Nicolás Massú       | 6–4, 6–3            |

### Elvesztett döntői (7)
- 2001: Buenos Aires (győztes: Gustavo Kuerten)
- 2002: Bukarest (győztes: David Ferrer)
- 2002: Palermo (győztes: Fernando González)
- 2004: Sopot (győztes: Rafael Nadal)
- 2006: Stuttgart (győztes: David Ferrer)
- 2007: Sopot (győztes: Tommy Robredo)
- 2008: Buenos Aires (győztes: David Nalbandian)

## Páros győzelmei (5)
- 2004: Umag (partner: Flavio Saretta)
- 2005: Stuttgart (partner: Sebastián Prieto)
- 2005: Bukarest (partner: Sebastián Prieto)
- 2006: Viña del Mar (partner: Sebastián Prieto)
- 2008: Viña del Mar (partner: Sebastián Prieto)